# Amt Gützkow

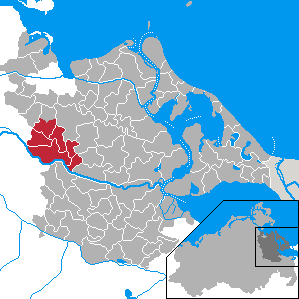
Amt Gützkow im Landkreis Ostvorpommern

Im Amt Gützkow im ehemaligen Landkreis Ostvorpommern in Mecklenburg-Vorpommern waren seit 1992 die sieben Gemeinden Bandelin, Breechen, Gribow, Gützkow, Kammin, Kölzin und Lüssow zur Erledigung ihrer Verwaltungsgeschäfte zusammengeschlossen. Der Sitz der Amtsverwaltung befand sich in der Stadt Gützkow. Am 13. Juni 2004 wurde Breechen nach Gützkow eingemeindet. Am 1. Januar 2005 wurde das Amt Gützkow aufgelöst. Die Gemeinden Bandelin, Gribow, Gützkow, Kölzin und Lüssow wurden zusammen mit sechs Gemeinden des ebenfalls aufgelösten Amtes Ziethen dem Amt Züssow zugeordnet, Kammin kam zur Gemeinde Behrenhoff im Amt Landhagen.